# Giovanni Battista Caviglia

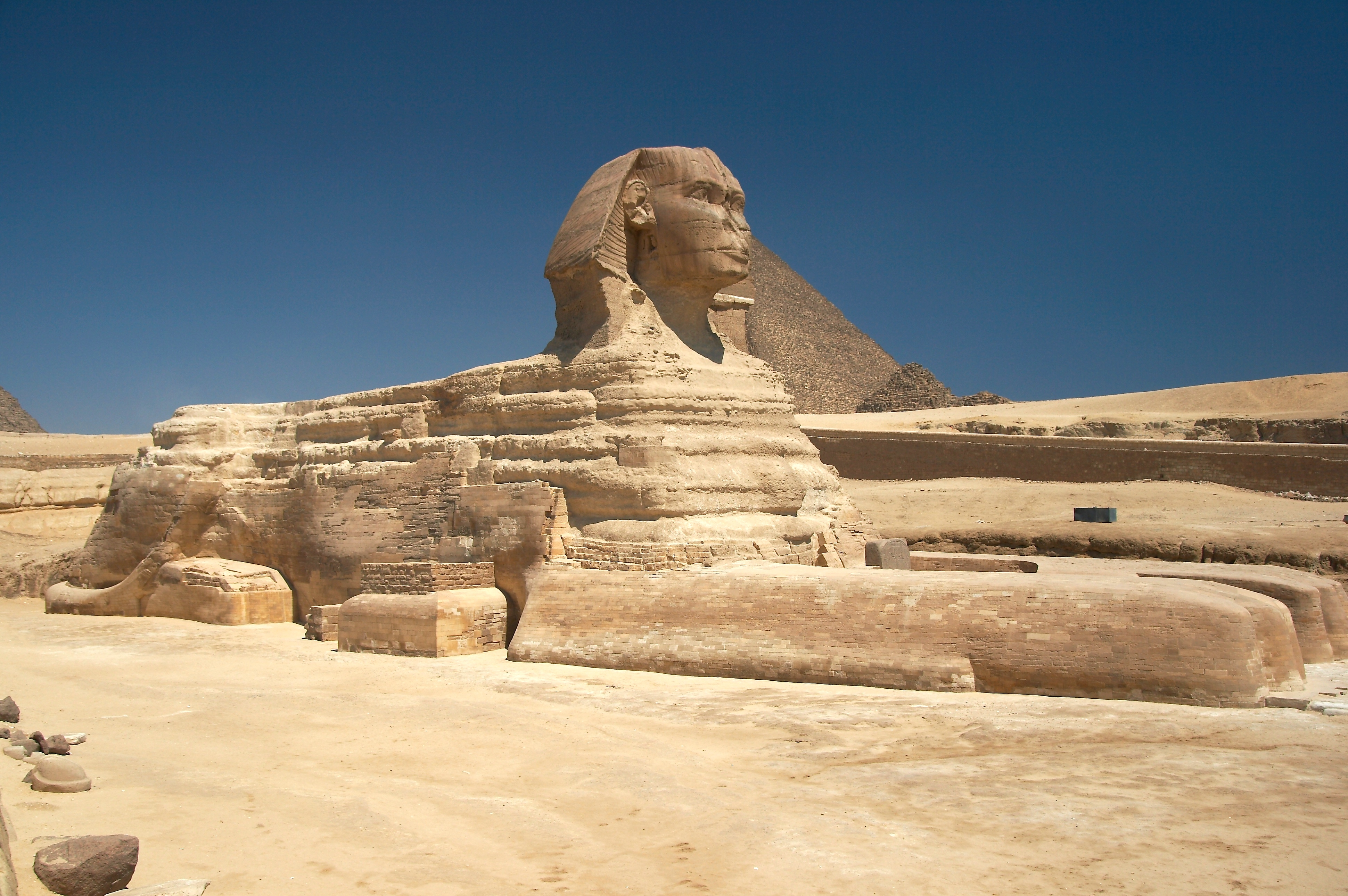
L'Esfinx de Guiza

Giovanni Battista Caviglia (Gènova, República de Gènova, 1770 - París, 7 de setembre de 1845) fou un explorador, navegant i egiptòleg italià. Va ser un dels pioners de l'arqueologia egípcia del seu temps. Fou un personatge influent en l'excavació de l'Esfinx de Guiza prop del Caire.

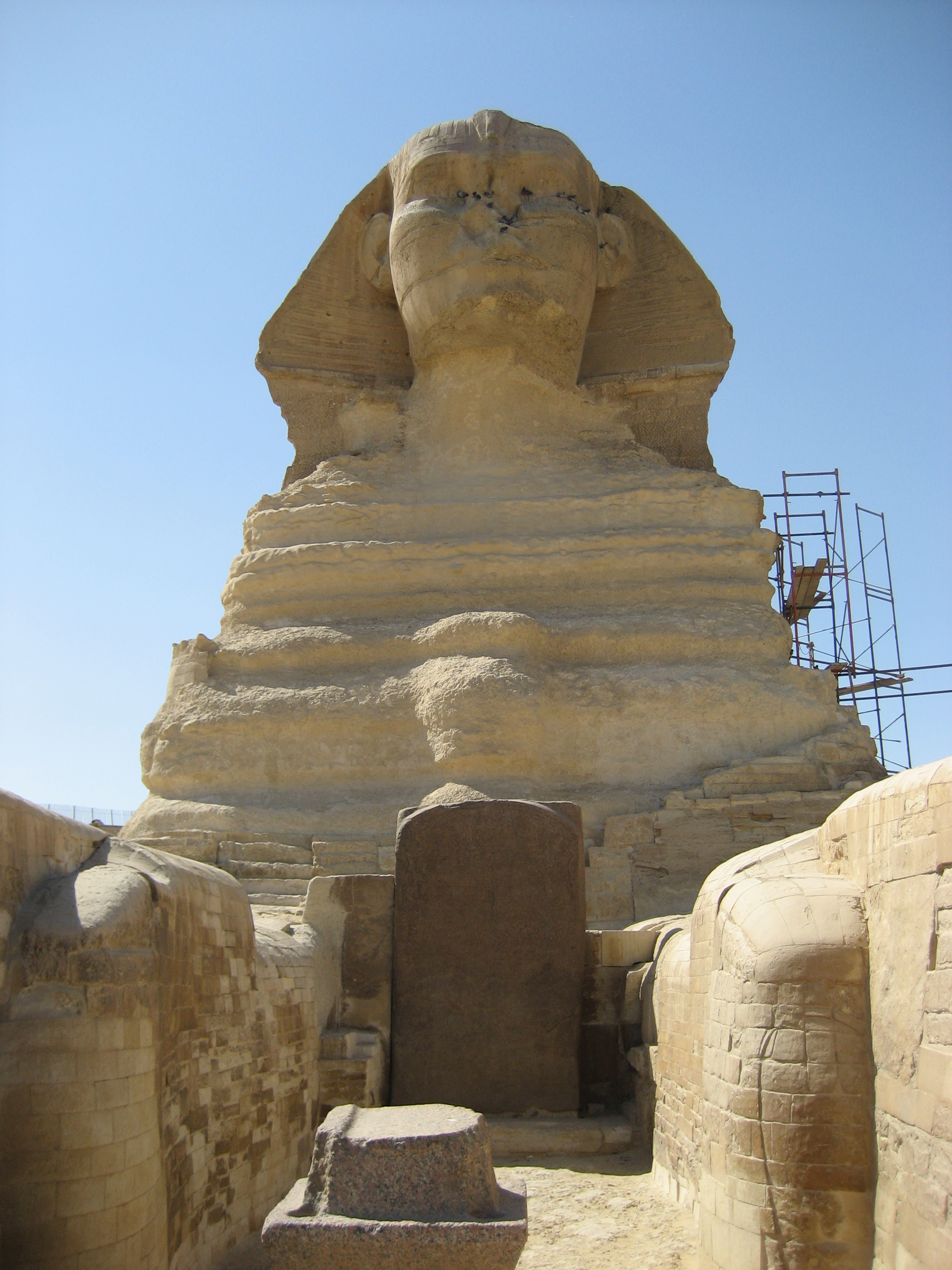
L'Estela dels somnis de Tuthmosis IV entre les potes de l'Esfinx

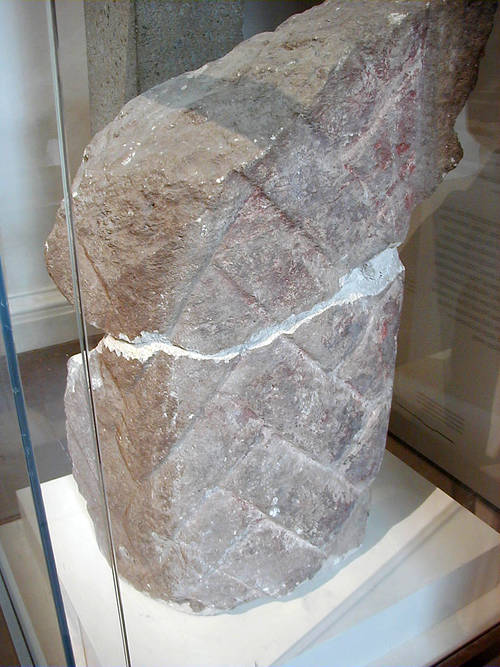
Fragments de la barba cerimonial de l'esfinx conservats al Museu Britànic de Londres

Va néixer a Gènova en 1770 en un moment en què la ciutat era la capital de la República de Gènova. Va passar la major part de la seva vida navegant a la Mediterrània, on es va convertir en un capità de marina mercant
Quan va decidir iniciar la seva carrera com a explorador va deixar el seu vaixell amarrat a Alexandria, i va oferir els seus serveis a diversos col·leccionistes, i la majoria de les seves excavacions es van dur a terme en nom del cònsol general britànic Henry Salt.
Entre el 1816 i 1817 va explorar la piràmide de Kheops, on va fer importants descobriments, com el corredor descendent, la part inferior del pou de servei i la inacabada cambra subterrània.
En 1817 Salt el va contractar per desenterrar l'esfinx del Caire, que durant segles havien estat gairebé totalment coberta per les sorres del desert. L'última excavació al voltant de l'Esfinx s'havia realitzat l'any 160 per ordre de l'emperador romà Marc Aureli. En les excavacions van continuar sorgint una gran varietat d'artefactes egipcis i inscripcions gregues i romanes. En 1819, va haver de suspendre la seva investigació.

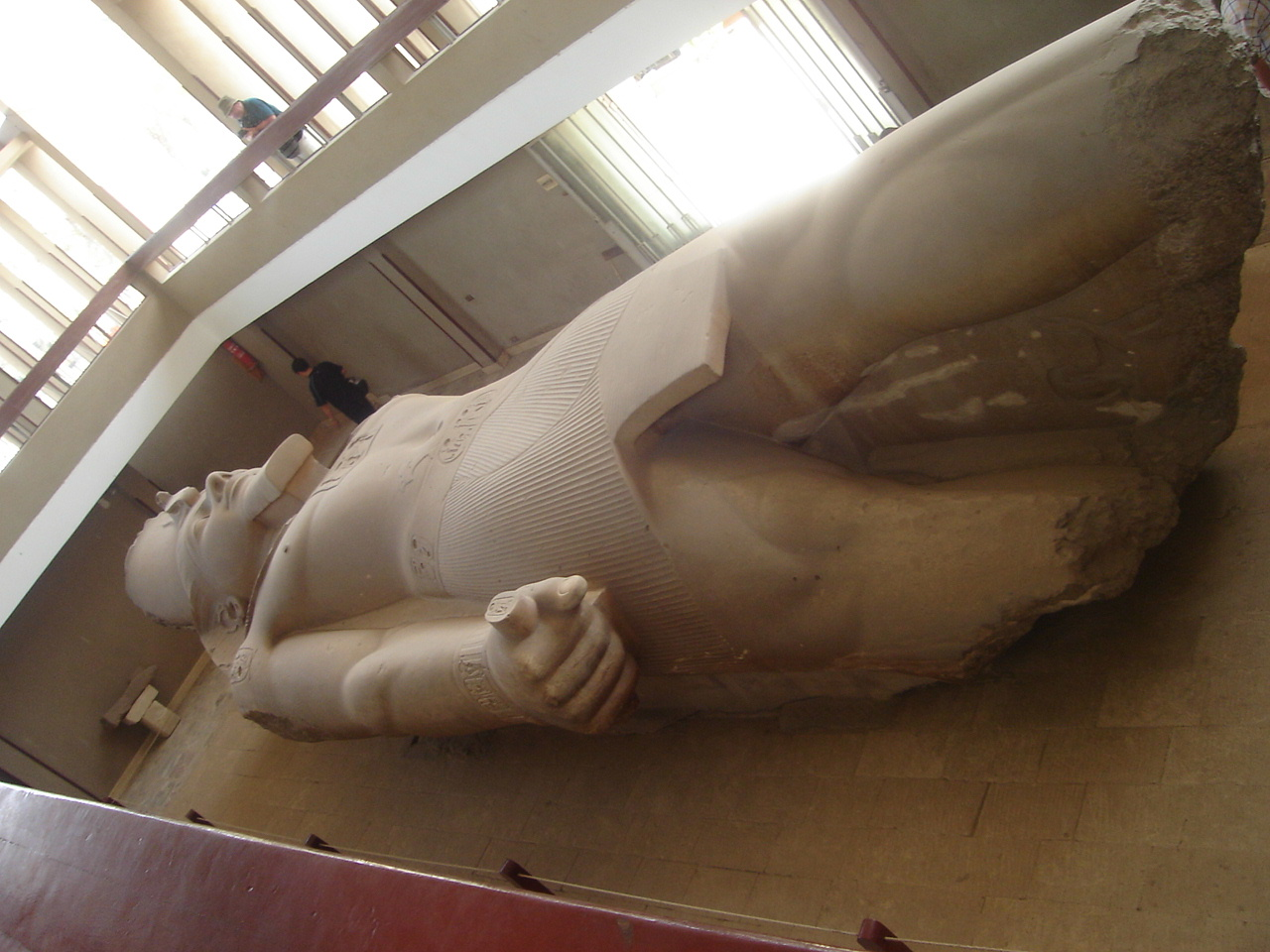
L'estàtua colossal de Ramsès II al museu especialment construït per a ella a Memfis

Després de l'exploració durant les excavacions dutes a terme el 1820 en nom dels britànics a l'antiga capital, Memfis, que es troba a uns 20 km al sud del Caire, va fer un altre descobriment sensacional: el Colós de Ramsès II. Es tractava d'una "enorme estàtua de calç que va trobar prop de la porta sud del Temple de Ptah, prop del poble de Mit Rahina. Tot i que li falten els peus, fa més de 10 metres d'alt. La va oferir, a través de l'egiptòleg Ippolito Rosellini, al Gran Duc Leopold II de Toscana que la va refusar a causa de les dificultats i els costos de transport. Després el paixà d'Egipte Muhàmmad Alí Paixà la va donar a Museu Britànic de Londres, que al seu torn va rebujtar la "oferta per les mateixes raons. A continuació, es va construir en el lloc un museu on encara es pot trobar
En 1835, quan ja tenia 65 anys, els egiptòlegs britànics Richard William Howard Vyse i John Shae Perring el van contractar com a assistent de les seves excavacions a Guiza. La recerca es va dur a terme amb l'ús de grans quantitats de dinamita i es va centrar a les piràmides de Kheops i Micerí. La col·laboració va durar un parell d'anys, després dels quals Vyse, contrari als mètodes de Caviglia, el va acomiadar.
Va passar els últims anys de la seva vida a París, on va morir.